# Кохан (село)
Ко́хан — село у Верховинському районі Івано-Франківської області, що в Україні. Входить до складу Білоберізької сільської громади.

## Історія
24 серпня 1991 року село в складі незалежної України.
2 жовтня 2015 року шляхом об'єднання Білоберізької, Устеріківської та Хороцівської сільських рад село увійшло до Білоберізької сільської громади.
12 червня 2020 року, відповідно до Розпорядження Кабінету Міністрів України  № 714-р «Про визначення адміністративних центрів та затвердження територій територіальних громад Івано-Франківської області», увійшло до складу Білоберізької сільської громади.
19 липня 2020 року, в результаті адміністративно-територіальної реформи та ліквідації Верховинського району, село увійшло до складу новоутвореного Верховинського району.

## Населення
Згідно з переписом УРСР 1989 року чисельність наявного населення села становила 148 осіб, з яких 67 чоловіків та 81 жінка.
За переписом населення України 2001 року в селі мешкало 145 осіб.

### Мова
Розподіл населення за рідною мовою за даними перепису 2001 року:
| Мова       | Відсоток |
| ---------- | -------- |
| українська | 99,32 %  |
| російська  | 0,68 %   |

## Світлини

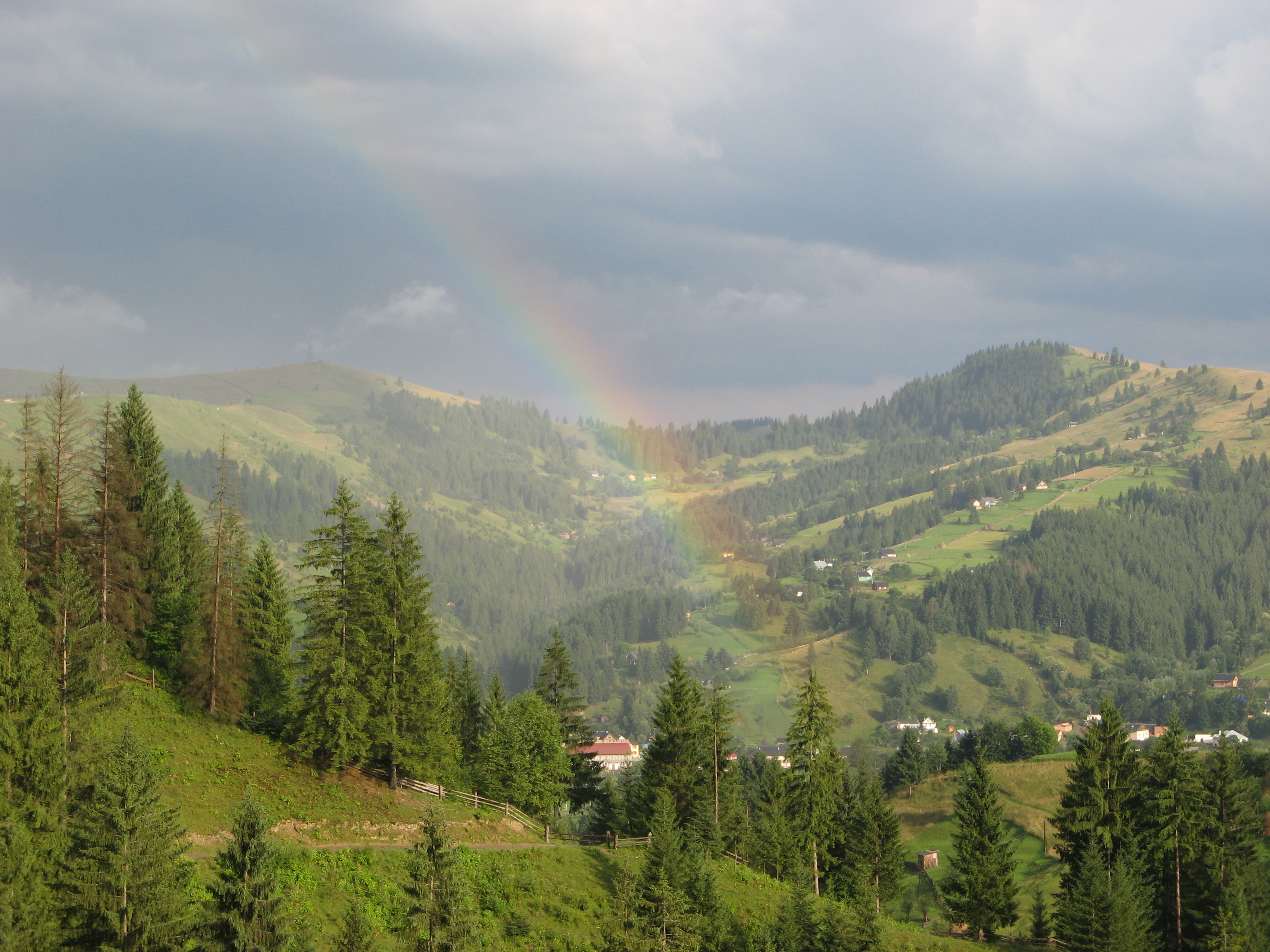
Вигляд з Кохана на село Довгополе
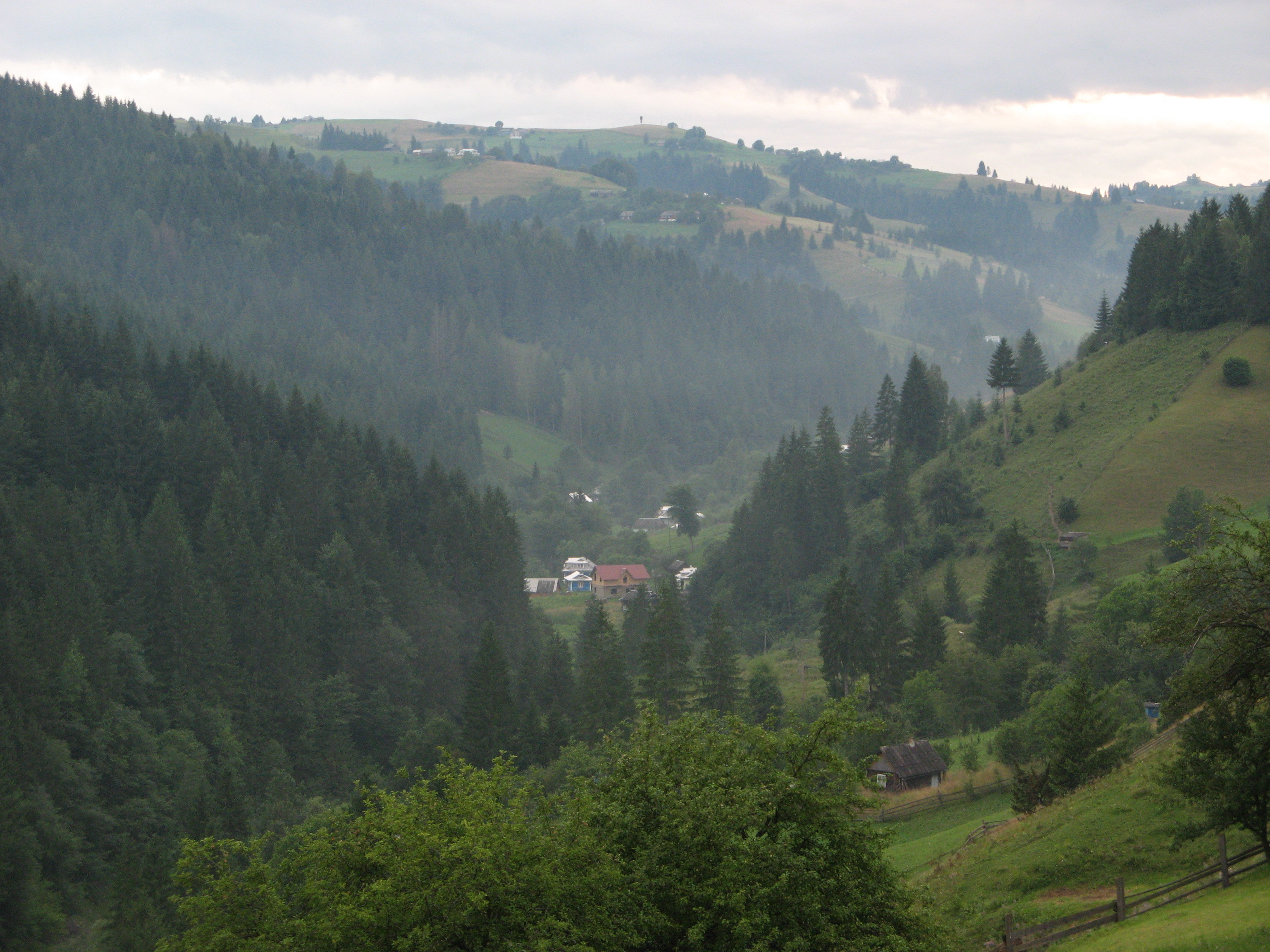
Центральна частина села
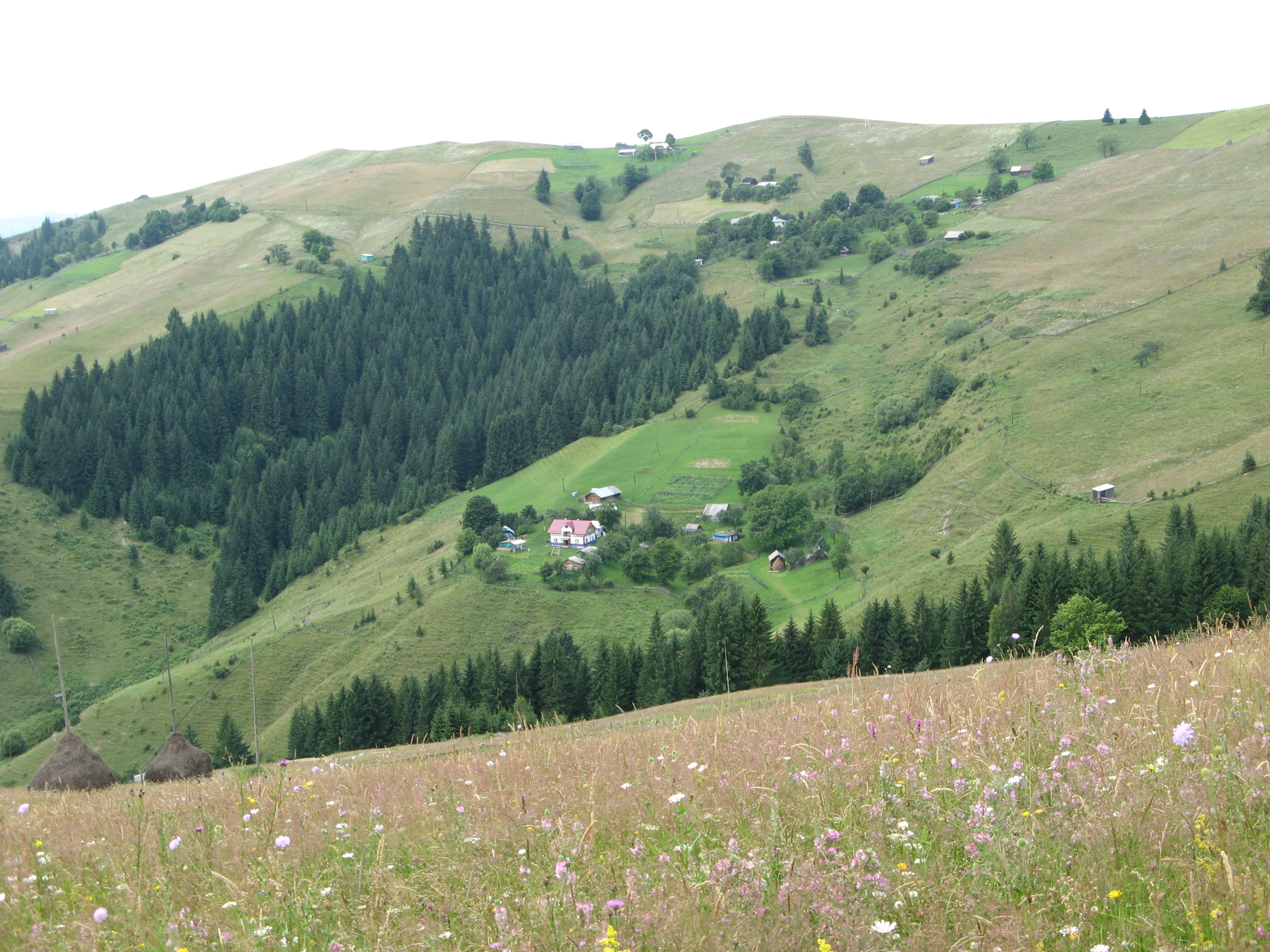
Північна околиця села
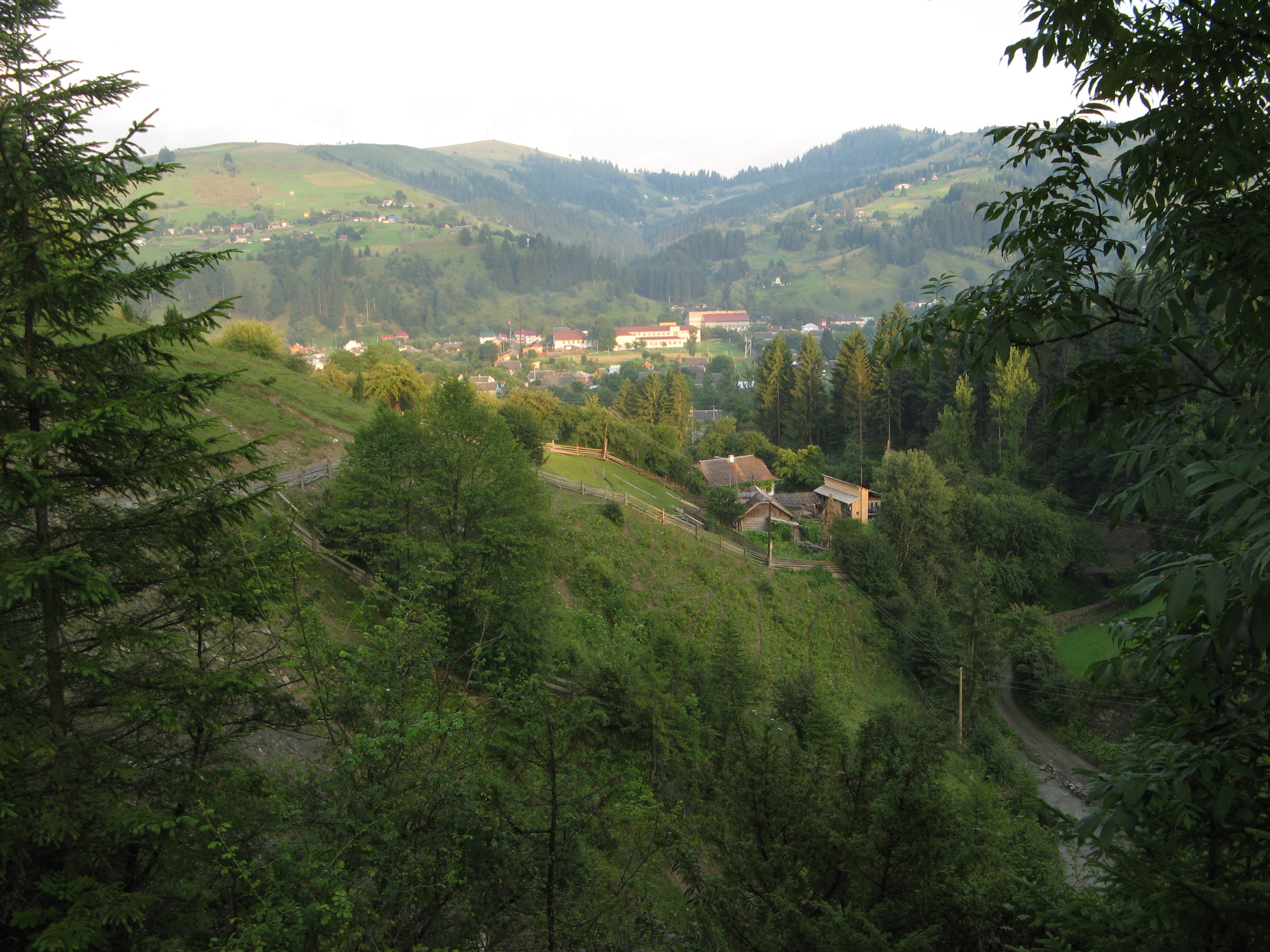
Вдалині село Довгополе
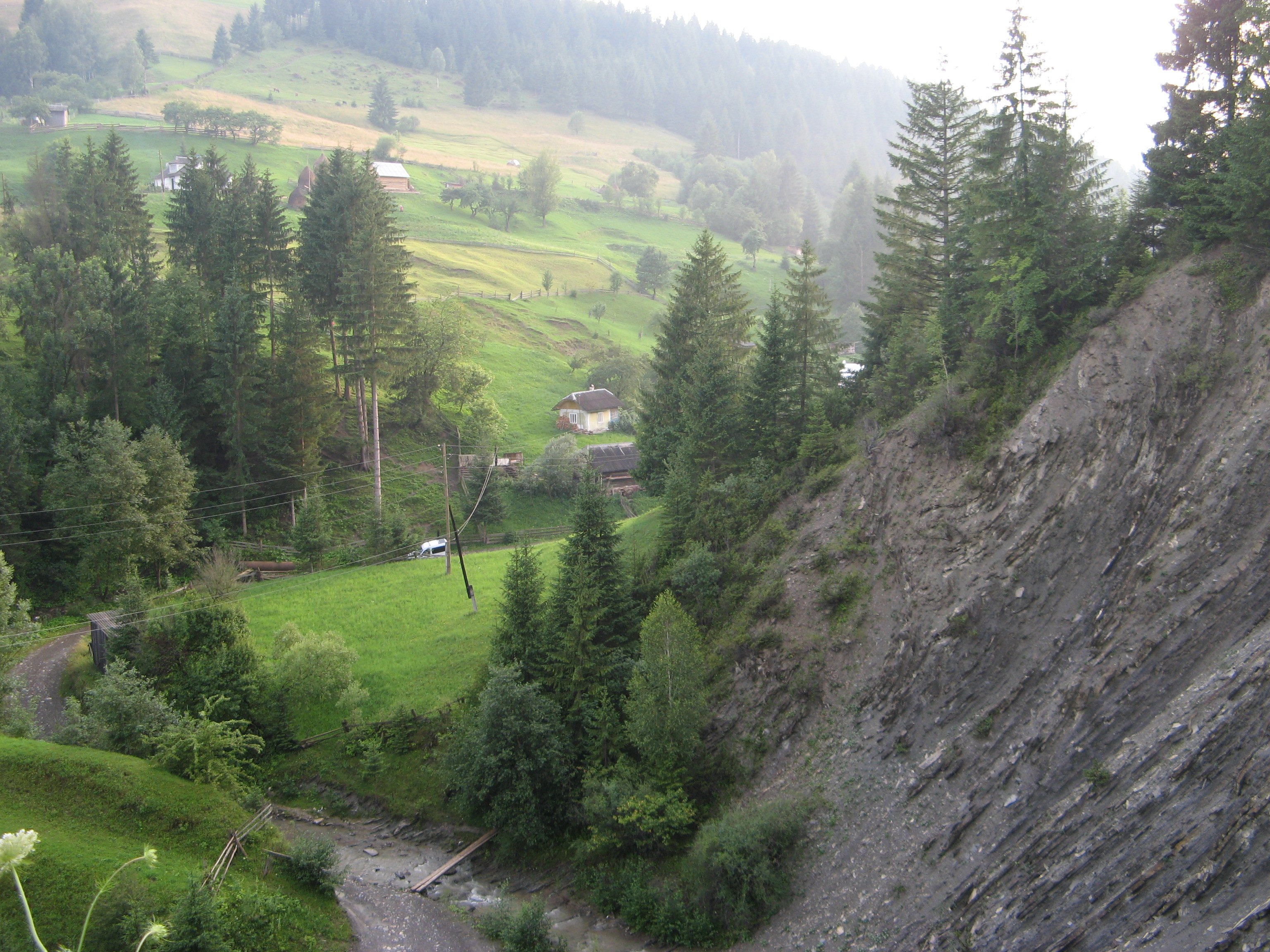
Головна вулиця села (уздовж потоку Кохан)
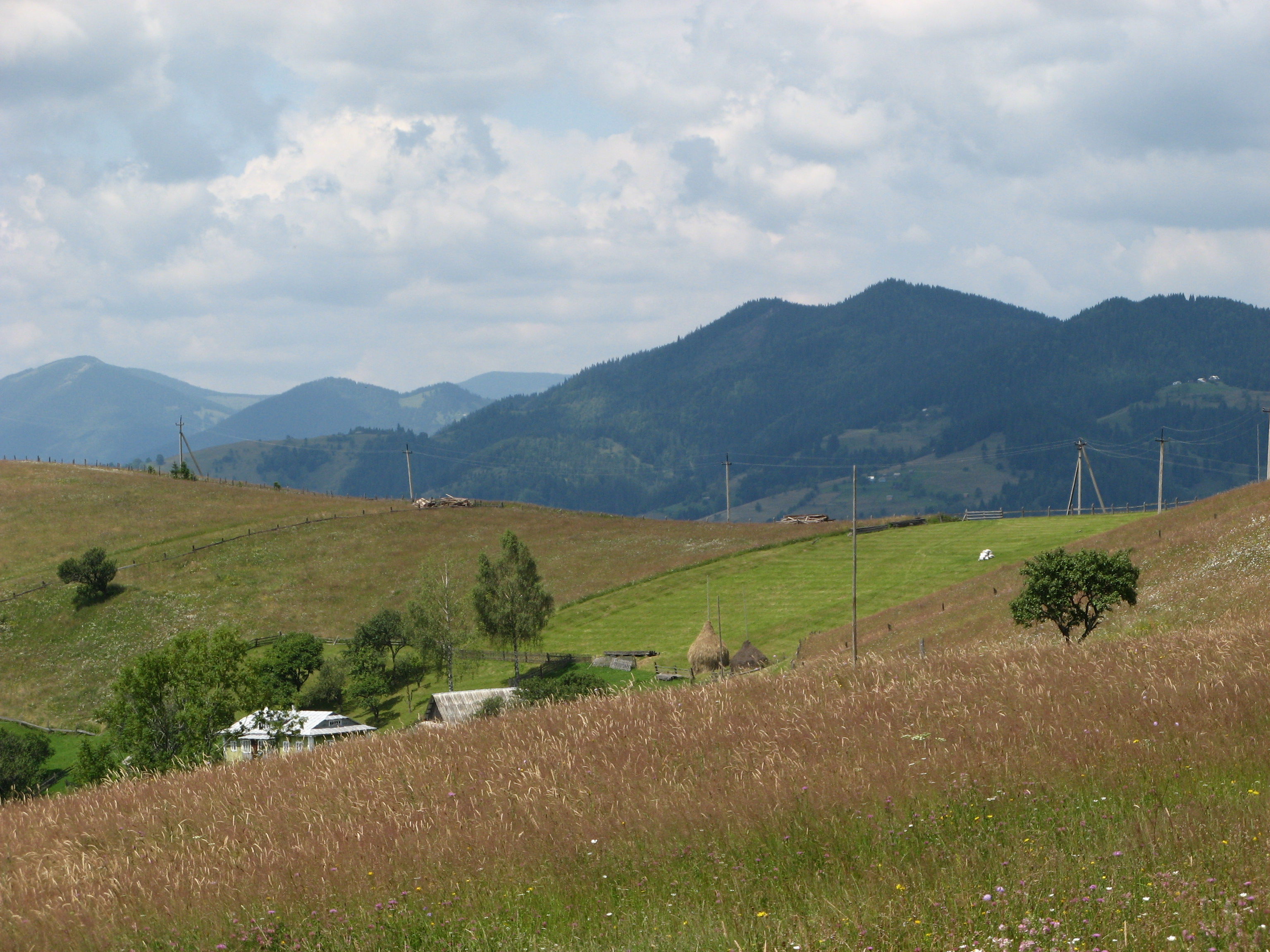
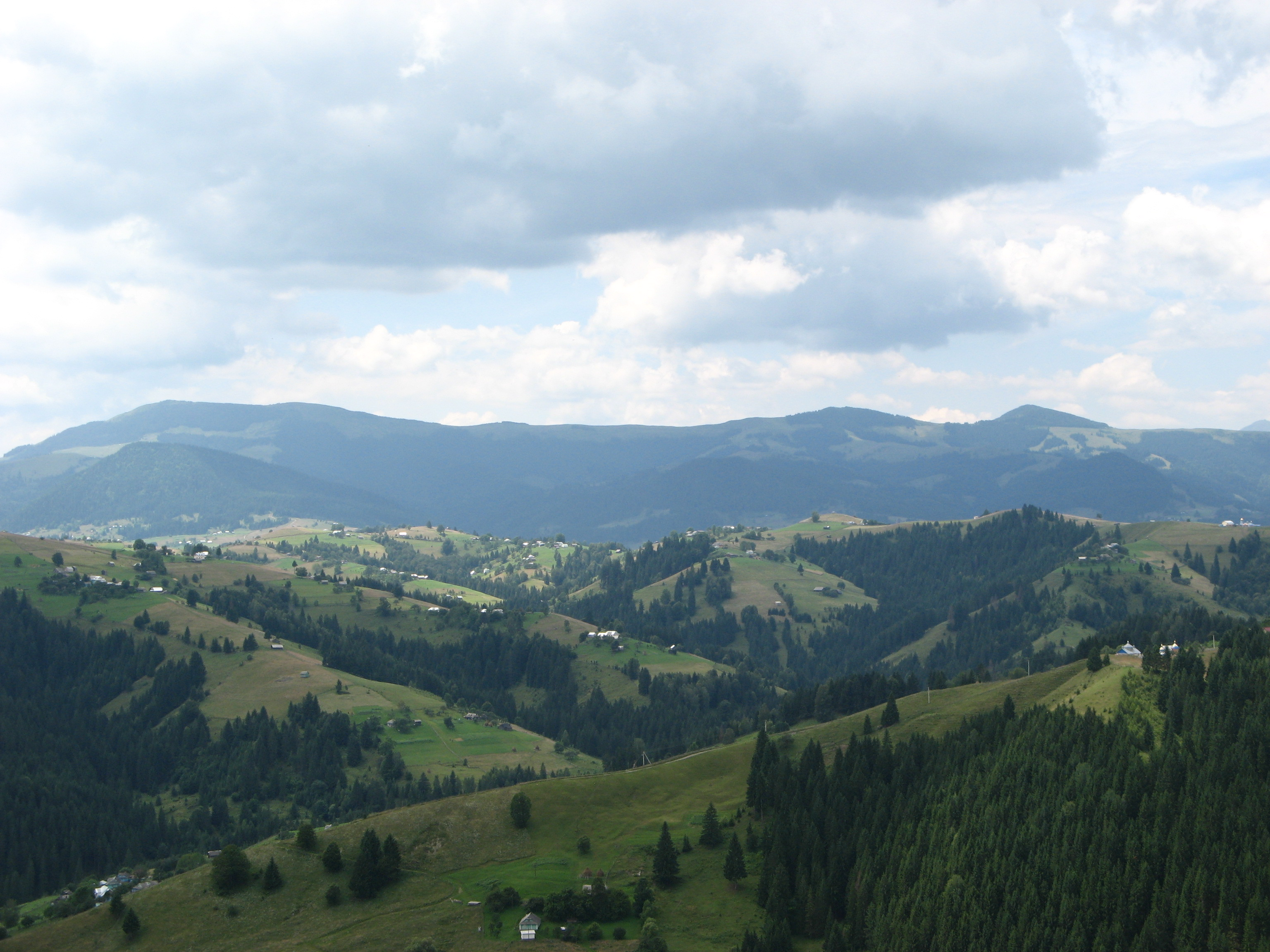
Вдалині хребет Кринта-Скупова (Гринявські гори). Гора Скупова ліворуч.
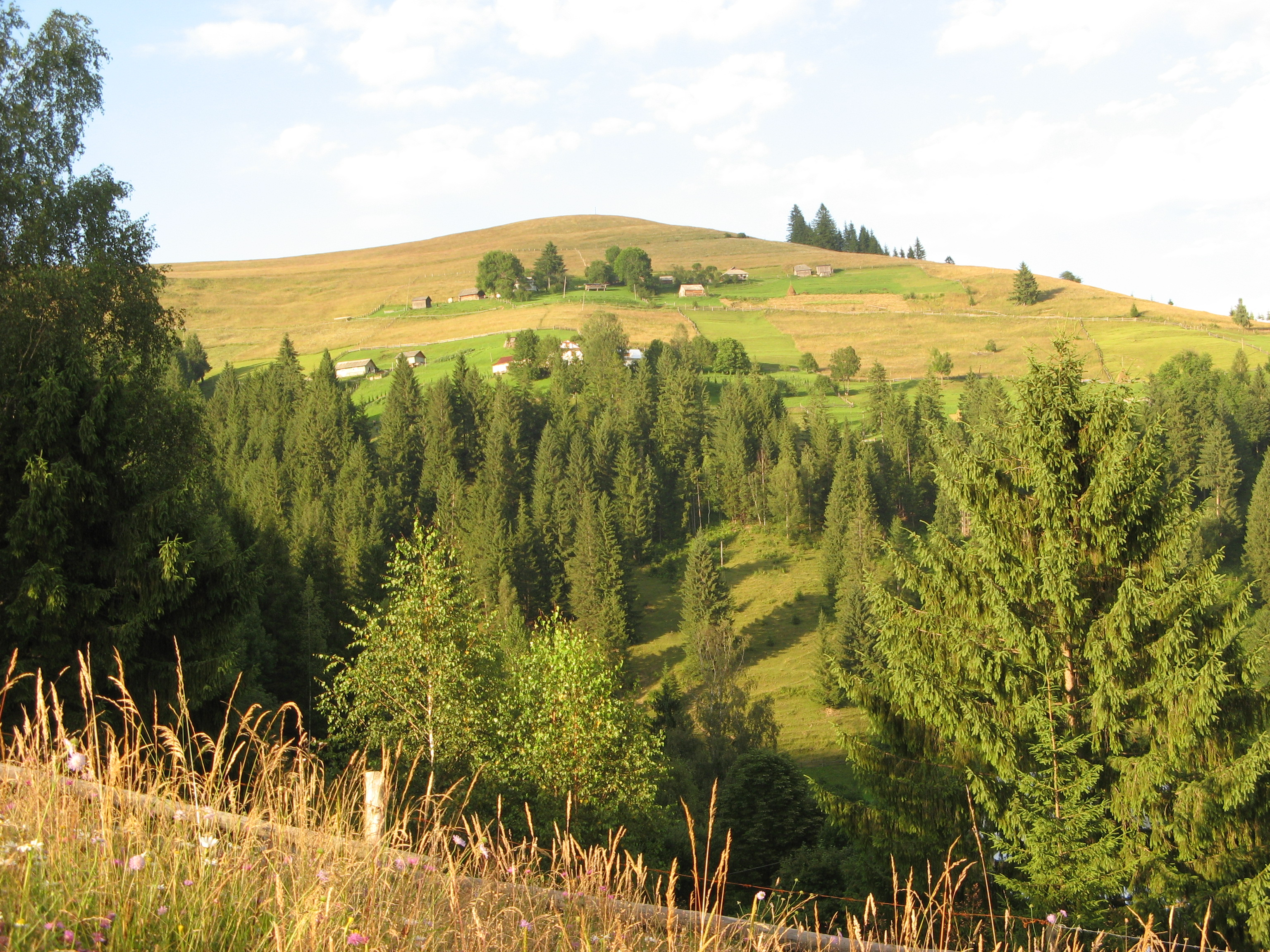
Північно-східна околиця села і гора Прусв'я